# Fambaré Ouattara Natchaba
Fambaré Ouattara Natchaba (Gando, 17 april 1945 - Lomé, 15 oktober 2020) was een Togolees politicus die onder generaal Étienne Eyadéma onder andere diende als voorzitter van de Nationale Assemblée.
Als voorzitter van de Nationale Assemblée nam hij deel aan de grondwetswijzigingen die in 2003 werden doorgevoerd om president Étienne Eyadéma in staat te stellen zich kandidaat te stellen voor een derde termijn.
Bij het overlijden van Étienne Eyadéma op 5 februari 2005 was Ouattara in Europa. Volgens de grondwet van Togo moet na het overlijden van het staatshoofd de parlementsvoorzitter als interim het presidentschap van het land op zich nemen. Een legercoup verhinderde echter dat hij het op zich kon nemen. De militairen installeerden Faure Eyadéma, zoon van generaal Eyadéma, als president. Ouattara, die Togo niet in kon omdat de grenzen van het land gesloten waren, week uit naar Benin.
Hij was docent rechten aan de Universiteit van Lomé. Ouattara overleed in 2020 op 75-jarige leeftijd.